# Kościół Santa Maria del Carmine w Neapolu

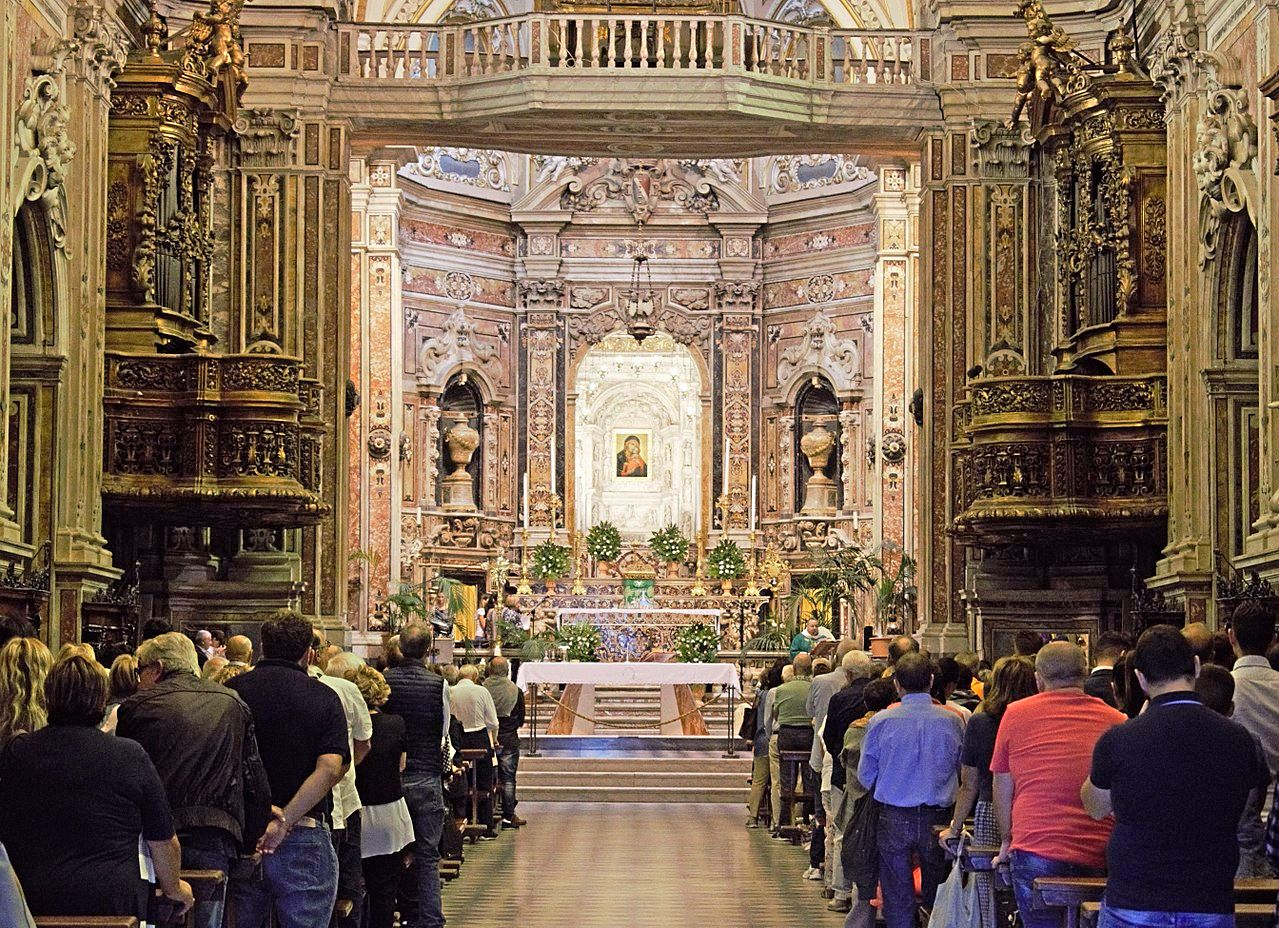
Wnętrze świątyni

Kościół Santa Maria del Carmine w Neapolu – kościół w Neapolu, we Włoszech. Znajduje się na jednym końcu Via Mercato (Rynek), centrum życia obywatelskiego w Neapolu od wielu stuleci, dopóki nie zostało odcięte od reszty miasta przez odbudowanie miasta w 1900 roku. Kościół powstał w XII wieku, prowadzony przez zakonników z klasztoru Karmelitów w Ziemi Świętej w krucjatach przypuszczalnie przybywających w Zatoce Neapolitańskiej na pokładzie amalfitańskich statków. Niektóre źródła  mówią jednak jako miejsce uchodźców z Góry Karmel już w VIII wieku. Kościół jest wciąż w użyciu i 75-metrowa dzwonnica jest dość widoczna z odległości nawet wśród wyższych nowoczesnych budynków.